# Aequatoriella bifaria
Aequatoriella bifaria är en bladmossart som beskrevs av Andries Touw 2001. Aequatoriella bifaria ingår i släktet Aequatoriella och familjen Thuidiaceae. Inga underarter finns listade i Catalogue of Life.